# Zuckerhütl

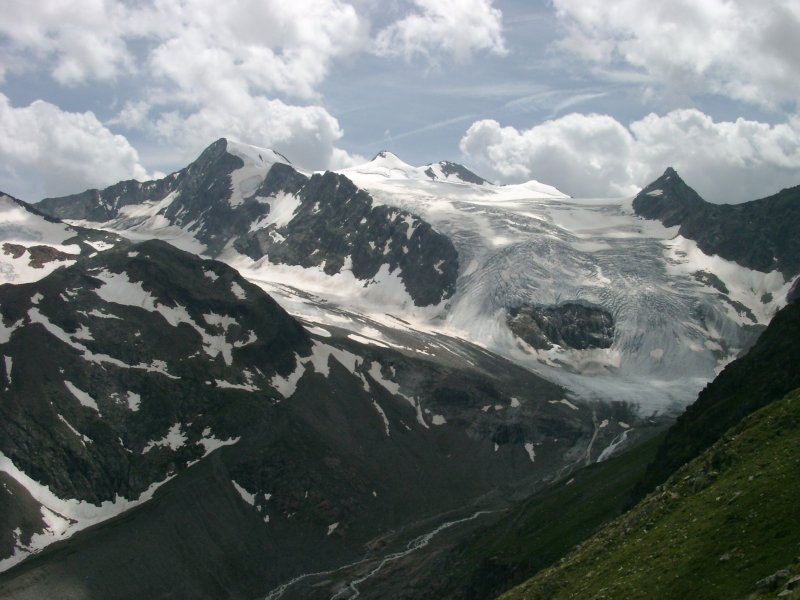
Zuckerhütl a ledovec Sulzenauferner

Zuckerhütl je se svými 3507 metry nejvyšším vrcholem Stubaiských Alp, které leží v rakouské spolkové zemi Tyrolsko a částečně v Itálii. Zuckerhütl leží v hlavním hřebeni v západní části pohoří na hranicích Rakouska a Itálie. Stubaiské Alpy patří do skupiny Východních Alp. Jméno Zuckerhütl – česky Homole cukru – dostal podle půvabného tvaru viditelného už od vstupu do údolí Stubaital.

## Historie
Prvovýstup na vrchol Zuckerhütl podnikl Joseph Anton Specht a horský vůdce Alois Tanzer v roce 1863. První vrcholový kříž byl na vrcholu postaven v období 2. světové války vojáky Wehrmachtu pro lepší orientaci v horách v případě návratu domů. Tento kříž byl značně poškozen v zimě roku 2002. Proto zhotovil tyrolský umělec Johannes Maria Pittl kříž nový, který byl na vrchol dopraven vrtulníkem v roce 2003.

## Výstup
Nejvhodnější výstupové trasy vedou ze severu z údolí Stubaital. Jako záchytné body pro výstup poslouží chaty: Sulzenauhütte, Dresdner Hütte nebo Nürnberger Hütte.
- Výstup od chaty Sulzenauhütte na Zuckerhütl začíná u chaty po značené cestě č.102. Mineme odbočku doprava na Grosser Trögler a pokračujeme těsně pod sedlo Beiljoch, kde postupujeme po úbočí až k nástupu na ledovec Sulzenauferner pod vrcholem Lange Pfaffennieder. Dále pokračujeme přímo vzhůru. Po prvotním prudkém stoupání se sklon ledovce zmírní. Následuje traverz na východní stranu. V ledovci Sulzenauferner je hodně trhlin, ale při dostatečné obezřetnosti se mezi nimi dá prokličkovat. V horní části je ledovec kompaktnější. Po ledovci vystoupáme až do sedla Pfaffensattel (3344 m n. m.). Výstup ze sedla na samotný vrchol je po ostrém a hodně strmém sněhovém hřebeni a je zakončen skalnatou pasáží (UIAA II), která je v horším počasí, např. v případě námrazy hodně nepříjemná a bez dalších jistících pomůcek téměř neschůdná.
- Jedná se o náročný vysokohorský výstup. Bezpodmínečně nutné jsou znalosti techniky pohybu po ledovci a techniky vyprošťování z trhlin. Nutné je i ledovcové vybavení (mačky, cepín, úvazek, lano). Vrcholová skalnatá pasáž vyžaduje jistou chůzi a odolnost závratím, je tam několik náročnějších míst lezecké obtížnosti UIAA II. V případě sněhu a námrazy se vrcholová pasáž doporučuje jen opravdu zkušeným vysokohorským turistům.

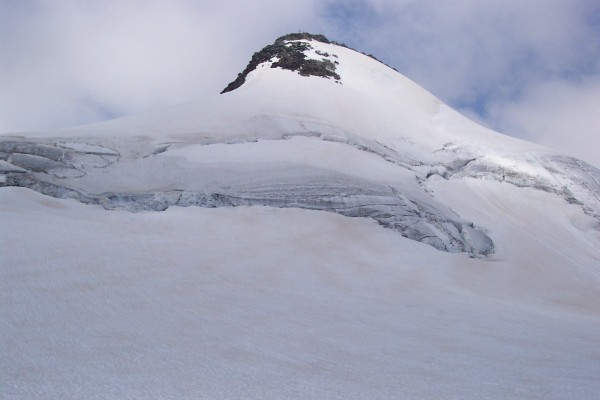
Zuckerhütl z ledovce Sulzenauferner

## Mapy
- Kompass WK 83 (Stubaiské Alpy) - 1:50000

## Externí odkazy

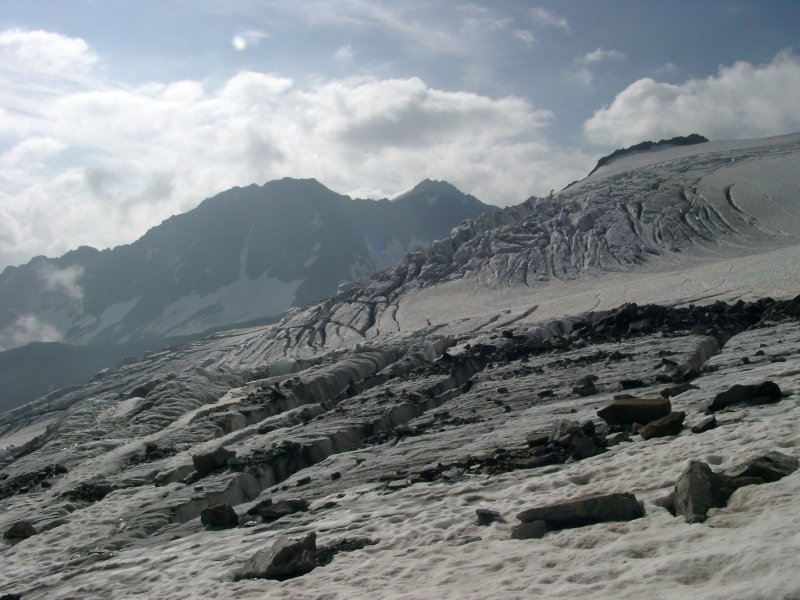
Ledovec Sulzenauferner